# Sauris abortivata
Sauris abortivata là một loài bướm đêm trong họ Geometridae.